# Phlebiporia
Phlebiporia is een monotypisch geslacht in de familie Meruliaceae. Het geslacht bevat alleen de soort Phlebiporia bubalina.